# Alexander Duncan-Thibault
Alex Duncan-Thibault (ur. 4 maja 1994 w Scarborough) – kanadyjski siatkarz, grający na pozycji atakującego. Od stycznia 2020 roku występuje w czeskiej Extralidze, w drużynie AERO Odolena Voda.